# 小果蔷薇
小果蔷薇（学名：Rosa cymosa），为蔷薇科蔷薇属下的一个变种。

## 扩展阅读
維基物種上的相關：小果蔷薇